# オースティン・バーグストロム国際空港
オースティン・バーグストロム国際空港（オースティン・バーグストロムこくさいくうこう、英: Austin-Bergstrom International Airport）は、アメリカ合衆国テキサス州オースティンにある国際空港である。オースティン市街中央部から南東に8kmに位置する。1999年5月23日に旅客業務を開始した。

## 歴史
第二次世界大戦中の1942年、オースティン市は軍用飛行場用地を購入し、アメリカ合衆国連邦政府に貸出した。ただし、飛行場が不要となった時、返還されることを条件としていた。1942年9月19日、陸軍飛行場が完成した。名称はフィリピンのクラーク飛行場で1941年に戦死した同郷軍人ジョン・オーガスト・アール・バーグストロムに敬意を表して1943年にバーグストロム飛行場に変更された。1947年にアメリカ陸軍と空軍の分離の後、バーグストロム空軍基地となった。
戦後、オースティン市は手狭なロバートミラー市営空港の代替となる新空港を検討し始めた。1971年、アメリカ連邦航空局はオースティンとサンアントニオの共同の空港の建設を提案したが、オースティン市は提案を断った。その後、1976年にオースティン市はバーグストロム空軍基地を共同使用する提案を空軍に提出したが、空軍は1978年に提案を拒否した。
1987年、有権者はメイナーの近くに新空港を建設する計画を住民投票で承認した。市は空港用地の買収を始めたが、環境への影響を心配する住民やシエラクラブが訴訟を起こした。
1991年、幸いにも軍事基地再編閉鎖委員会のリストにバーグストロム空軍基地が含まれ、基地の敷地はオースティン市に返還された。このため、メイナーの新空港計画は中止となった。

### 開業
1999年5月23日、オースティン・バーグストロム国際空港は開業した。ロバートミラー市営空港は閉鎖され、空港コードAUSは新空港に受け継がれた。
バーバラ・ジョーダン・ターミナルと呼ばれているメインターミナルは本来18個のゲートがある4.6万平方メートルの建築面積で計画されたが、建設中に設計が変更され6万平方メートルに拡大された。完成したターミナルの第2ゲートから第25ゲートまでのゲートはボーディング・ブリッジを使用し、第1ゲートはタラップを使用した。

### 近年
開業当初はダラスやヒューストンのハブ空港を結ぶ便が主体であったが、オースティンの人口増加と経済的な台頭を反映して、航空会社は直行便の運航を増やした。このため、大型機を受け入れる設備が必要となった。
2014年、ブリティッシュ・エアウェイズはヒースロー空港行きの運航を開始した。この航路は空港初の大西洋横断の航路になった。
ターミナルの最初の拡張プロジェクトは2015年の夏に完了した。拡張は到着階に拡大された税関と入国管理施設、２つの手荷物受ベルトを追加し、出発階に拡大されたセキュリティチェックポイントも追加した。さらに2019年に「ターミナルイーストインフィル」と呼ばれたプロジェクトで９個のゲートを増設し、ゲートは合計34個になった。

## 主な就航航空会社と路線
オースチン・バーグストロム国際空港に航空会社２０社でカナダ、イギリスのロンドンを含む６７都市を結っている。
| 航空会社                     | 路線 |
| ---------------------------- | --- |
| サウスウエスト航空           | アトランタ、アルバカーキ、エルパソ、オークランド、オーランド国際空港、オレンジ郡（カリフォルニア州）、カンザスシティー、サクラメント、サンディエゴ、サンノゼ（カリフォルニア州）、シカゴ・ミッドウェイ、セントルイス、ダラス・ラブフィールド、タンパ、デンバー、ナッシュビル、ニューオーリンズ、バーバンク、ヒューストン・ホビー、フェニックス、フォートローダーデール、ボルチモア、マイアミ、ミネアポリス・セントポール、ラスベガス、ラボック、ローリー・ダーラム、ロサンゼルス、ロス・カボス、ロングビーチ、ワシントン・ナショナル 季節的：インディアナポリス、カンクン、ソルトレイクシティ、デスティン・フォートウォルトンビーチ、ペンサコーラ、ボストン |
| アメリカン航空               | オーランド国際、カンクン、サンフアン、シカゴ・オヘア、シャーロット、ダラス・フォートワース、タンパ、ナッソー、ニューヨーク・ＪＦＫ、フィラデルフィア、フェニックス、プエルトバリャルタ、プンタカナ、ボストン、ラスベガス、リベリア、ロサンゼルス、ロス・カボス、ワシントン・ダレス |
| アメリカン・イーグル         | インディアナポリス、エルパソ、オクラホマシティ、カンザスシティ、シンシナティ、ジャクソンビル、セントルイス、タルサ、ナッシュビル、ニューオリンズ、ローリー・ダーラム、リノ、 季節的：アスペン、デスティン・フォートウォルトンビーチ、マイアミ |
| デルタ航空                   | アトランタ、シアトル・タコマ、ソルトレイクシティ、デトロイト、ニューヨーク・ＪＦＫ、ボストン、ミネアポリス・セントポール、ロサンゼルス 季節的：ローリー・ダーラム |
| デルタ・コネクション         | 季節的：ローリー・ダーラム |
| ユナイテッド航空             | サンフランシスコ、シカゴ・オヘア、デンバー、ニューアーク、ヒューストン・インターコンチネンタル、ワシントン・ダレス |
| ユナイテッド・エクスプレス   | サンフランシスコ、ヒューストン・インターコンチネンタル、ロサンゼルス、ワシントン・ダレス |
| スピリット航空               | オーランド国際空港、カンクン、シカゴ・オヘア、デトロイト、ニューアーク、ニューオーリンズ、ニューヨーク・ＪＦＫ、フォートローダーデール、ペンサコーラ、ラスベガス、ロサンゼルス |
| アレジアント・エア           | アッシュビル、アルバカーキ、インディアナポリス、オーランド・サンフォード、グランドラピッズ、シンシナティ、デスティン・フォートウォルトンビーチ、デモイン、ノックスビル、ピッツバーグ、フェイエットビル、ボーズマン、メンフィス、ラスベガス |
| アラスカ航空                 | サンディエゴ、サンフランシスコ、サンノセ（カリフォルニア州）、シアトル・タコマ、ポートランド、ボイジ、ロサンゼルス |
| ジェットブルー航空           | オークランド、ニューヨーク・ＪＦＫ、フォートローダーデール、ボストン、ロングビーチ |
| フロンティア航空             | オーランド国際空港、デンバー、ラスベガス、マイアミ 季節的：タンパ |
| サンカントリー航空           | 季節的：カンクン、ナッシュビル |
| ハワイアン航空               | ホノルル |
| タオス・エア                 | 季節的：タオス |
| エア・カナダ                 | トロント |
| ウエストジェット航空         | 季節的：カルガリー |
| アエロメヒコ航空             | メキシコシティ |
| ビバアエロブス               | モンテレイ 季節的：メキシコシティ |
| KLMオランダ航空              | アムステルダム |
| ブリティッシュ・エアウェイズ | ロンドン・ヒースロー |
| ルフトハンザドイツ航空       | フランクフルト |

## 空港へのアクセス
オースティン・バーグストロム国際空港はテキサス州道71号線という高速道路と直結しており、タクシーや自家用車でのアクセス性が高い。また、キャピタルメトロポリタン交通局（キャップメトロ）のバス路線「20 Manor Road / Riverside」は毎15分出発しており、空港やオースティンの中央とを結ぶ。２０３０年、空港にある駅はメトロレールの青い線の終点は期待される。

## 空港の今後
2018年12月、空港当局は全体計画を発刊した。全体計画は次の20年を示す。

### 第1フェーズ
バーバラジョーダンターミナルの北には発券、セキュリティ、手荷物受取所のための新しい建物が建てられ、ターミナルの南に20個のゲートがある衛星コンコースも建てられる。さらに、17R/35L滑走路の東に並行している誘導路、「高速出口誘導路」が建てられる。